# Менгден Юліана Магнусівна
Юліана Магнусівна Менгден (нім. Augusta Juliane von Mengden, 22 травня 1719, Шведська Лівонія — 21 жовтня 1787) — баронеса, камер-фрейліна та фаворитка правительки Російської імперії Анни Леопольдівни. Дочка шведського підполковника та ліфляндського ландмаршала барона Магнуса-Густава фон Менгдена з остзейського роду Менгденів і Доротеї-Софії фон Розен (20 вересня 1690 — 23 лютого 1773).

## Біографія
Барон Магнус-Густав фон Менгден був одружений тричі та мав сім дочок і трьох синів. Юліана була його другою дочкою. Отримала освіту в ліфляндському маєтку батька. У 1736 році була викликана до Санкт-Петербурга імператрицею Анною Іоанівною, яка побажала мати серед фрейлін двору дочок ліфляндських дворян.
Юлія Менгден взяла активну участь у поваленні регента герцога Ернста-Йоганна Бірона в листопаді 1740 року. В період правління Анни Леопольдівни впливала на державні справи і користувалася прихильністю її чоловіка, принца Антона-Ульріха Брауншвейгського. Була «нянькою» імператора Івана Антоновича, який, імовірно, зображений саме на її руках на портреті невідомого художника, що зберігається в Третьяковській галереї.
Юлія Менгден протегувала роману Анни Леопольдівни з посланником Саксонії графом Моріцом-Карлом Лінаром і надавала їм свої кімнати для таємних побачень. Цінуючи послуги своєї фрейліни, Анна Леопольдівна подарувала їй великі маєтки в Ліфляндії та петербурзький будинок Бірона на Палацовій набережній, 30. Щоб сприяти взаєминам правительки з графом Лінаром, Юлія вирішила вийти за нього заміж. У липні 1741 року зі згоди Анни Леопольдівни відбулися їх заручини. За деякий час після сватання граф Лінар поїхав до Саксонії, щоб просити дозволу вступити на російську службу.
Після того, як 25 листопада 1741 року внаслідок дворцового перевороту до влади прийшла Єлизавета Петрівна, Юлія добровільно пішла в заслання за сім'єю Анни Леопольдівни, спершу до Риги, потім до Раненбурга. Після переводу сім'ї Анни Леопольдівни в липні 1744 року з Раненбурга до Холмогорів Юлію було залишено в Раненбурзі. Вона залишалася в вигнанні в Раненбурзі до кінця 1762 року, коли за указом Катерини II повернулася до Ліфляндії.
Живучи в маєтку матері Єркуль, Юлія мало куди виїжджала та займалася господарством. Вставала о четвертій ранку, багато в'язала та пряла, до чого звикла під час свого заслання, слухала читання вголос своєї племінниці та вихованки, молодої баронеси Юліани-Августи Менгден. Юліана Магнусівна охоче говорила про минуле, про часи свого заслання, але з великою обережністю відгукувалася про двір Анни Леопольдівни. В останні роки свого життя вона часто хворіла на якусь хворобу, яка перебігала з гарячкою, та померла 21 жовтня 1787 року. Похована в сімейному склепі в маєтку Царнекау у Відземе.

## Особисте життя
Юліана фон Менгден мала «пристрасний» роман з Анною Леопольдівною. Іншим коханцем Анни Леопольдівни був саксонський посол граф Карлом Моріцем Лінаром. Після того, як Анна стала регенткою, вона змусила свого чоловіка спати в іншому палаці, і брала до себе в ліжко Лінара, Менгден або обох. Анна запропонувала Лінару одружитися з Менгден, щоб об'єднати двох найближчих до неї людей. Стосунки регентки з Менгден викликали багато огиди в Росії, але французький історик Анрі Труая писав, що серед багатьох розпусників Санкт-Петербурга «сексуальний еклектизм» Анни, який полягав у тому, що коханцями Анни були і чоловік, і жінка, вважався ознакою її неупередженості. Також багато хто з російської еліти вважав, що заклопотаність регентки стосунками з Лінаром та Менгден на шкоду управлінню Росією робила її небезпечною для держави.

## Родинні зв'язки
Сестри Юліани Менгден:
- Анна Доротея (пом. 1760) — фрейліна, була одружена з сином фельдмаршала Мініха Ернестом;

- Марія Аврора[lv] (1720—1808) — фрейліна, була другою дружиною Йоганна-Германна Лестока[ru], лейб-медика[ru] імператриці Єлизавети Петрівни;

- Якобіна (1722—1772) — фрейліна, за правління Анні Леопольдівні вважалася нареченою барона Густава Бірона, але їх шлюб не відбувся. Після сходження на престол Єлизавети Петрівни була відправлена на заслання, спершу до Риги, потім до Раненбурга. Замінила сестру Юлію та послідувала за Анною Леопольдівною в Холмогори. Була відома своїм сварливим характером. За постійні сварки з принцом Антоном-Ульріхом, офіцерами варти та за зв'язок з лікарем Микитою Ножевщіковим за наказом імператриці була засуджена до одиночного ув'язнення. У 1762 році божевільну Якобіну Менгден було повернено до Риги під опіку брата Ернста[lv]. Прийняла православ'я. 21 серпня 1772 року було зарізана в своєму будинку в Ризі при пограбуванні.

Один з двоюрідних братів Юліани, Карл-Людвіг фон Менгден (1706—1760), за правління Анни Леопольдівни був президентом Камер- і Комерц-колегії, був впливовою людиною, але за правління Єлизавети Петрівни був засланий до Кольського острогу, де й помер.

## Адреса в Санкт-Петербурзі
У 1740-ві роки для Юліани Менгден було перебудовано будинок Скляєва. Він знаходився праворуч від Зимового палацу за адресою Палацова набережна, 30. Перебудову здійснював імовірно архітектор Карло Джузеппе Трезіні.